# 九连山镇
九连山镇是中华人民共和国江西省赣州市龙南市下辖的一个镇。

## 行政区划
九连山镇下辖以下村级行政区划单位：
古坑村、润垌村和墩头村。